# Лорел Хил (Вирџинија)
Лорел Хил (енгл. Laurel Hill) насељено је место без административног статуса у америчкој савезној држави Вирџинија.

## Демографија
По попису из 2010. године број становника је 6.855.
| Група             | 2000.    | 2010.         |
| Белци             | 0 (0,0%) | 2.457 (35,8%) |
| Афроамериканци    | 0 (0,0%) | 1.360 (19,8%) |
| Азијати           | 0 (0,0%) | 2.102 (30,7%) |
| Хиспаноамериканци | 0 (0,0%) | 574 (8,4%)    |
| Укупно            | 0        | 6.855         |